# Jens Eilstrup Rasmussen
 (avril 2022).
La mise en forme du texte ne suit pas les recommandations de Wikipédia : il faut le « wikifier ».
Les points d'amélioration suivants sont les cas les plus fréquents. Le détail des points à revoir est peut-être précisé sur la page de discussion.
- Les titres sont pré-formatés par le logiciel. Ils ne sont ni en capitales, ni en gras.
- Le texte ne doit pas être écrit en capitales (les noms de famille non plus), ni en gras, ni en italique, ni en « petit »…
- Le gras n'est utilisé que pour surligner le titre de l'article dans l'introduction, une seule fois.
- L'italique est rarement utilisé : mots en langue étrangère, titres d'œuvres, noms de bateaux, etc.
- Les citations ne sont pas en italique mais en corps de texte normal. Elles sont entourées par des guillemets français : « et ».
- Les listes à puces sont à éviter, des paragraphes rédigés étant largement préférés. Les tableaux sont à réserver à la présentation de données structurées (résultats, etc.).
- Les appels de note de bas de page (petits chiffres en exposant, introduits par l'outil «  Source ») sont à placer entre la fin de phrase et le point final[comme ça].
- Les liens internes (vers d'autres articles de Wikipédia) sont à choisir avec parcimonie. Créez des liens vers des articles approfondissant le sujet. Les termes génériques sans rapport avec le sujet sont à éviter, ainsi que les répétitions de liens vers un même terme.
- Les liens externes sont à placer uniquement dans une section « Liens externes », à la fin de l'article. Ces liens sont à choisir avec parcimonie suivant les règles définies. Si un lien sert de source à l'article, son insertion dans le texte est à faire par les notes de bas de page.
- La présentation des références doit suivre les conventions bibliographiques. Il est recommandé d'utiliser les modèles {{Ouvrage}}, {{Chapitre}}, {{Article}}, {{Lien web}} et/ou {{Bibliographie}}. Le mode d'édition visuel peut mettre en forme automatiquement les références.
- Insérer une infobox (cadre d'informations à droite) n'est pas obligatoire pour parachever la mise en page.

Pour une aide détaillée, merci de consulter Aide:Wikification.
Si vous pensez que ces points ont été résolus, vous pouvez retirer ce bandeau et améliorer la mise en forme d'un autre article.
Pour les articles homonymes, voir Rasmussen.
Jens Eilstrup Rasmussen est un ingénieur en informatique danois, un cadre dirigeant en technologies et le cofondateur de Google Maps.

## Études
Après avoir été diplômé de Høje-Taastrup Amtsgymnasium en 1986, Rasmussen s'est inscrit à l'université d'Aarhus pour étudier l'informatique et les mathématiques.

## Digital Fountain
De juillet 1999 à novembre 2002, Rasmussen était ingénieur senior chez Digital Fountain en Californie,,. Digital Fountain a utilisé la correction d'erreurs directe pour fournir des fichiers et diffuser du contenu à la demande sur des environnements mobiles dynamiques, Internet et des réseaux privés. Rasmussen a développé plusieurs nouveaux services alors qu'il était employé par Digital Fountain.

## Where 2 Technologies et Google Maps
Début 2003, Rasmussen et son frère Lars ont lancé Where 2 Technologies, un projet de cartographie qui a développé le prototype de leur application de cartographie appelée Expedition. Google a acquis Where 2 Technologies en octobre 2004 et les frères Rasmussen ont dirigé l'équipe qui a lancé Google Maps début 2005 ,.

## Google Wave
Rasmussen a inventé Google Wave en 2004, alors que les frères étaient en pourparlers avec Google pour leur vendre Where 2 Technologies. Les frères Rasmussen ont commencé à travailler sur Google Wave en 2006, et en 2007, Jens a déménagé à Sydney, en Australie, où il a continué à travailler avec Lars et une petite équipe sur l'idée de Google Wave, sous le nom de projet Walkabout. Google Wave était une application Internet open source lancée en 2009 et abandonnée en 2012 .
Google a décrit Wave comme une application qui « vous permet de communiquer et de collaborer en temps réel. » Wave permettait à plusieurs personnes d'éditer un document en même temps et de mener simultanément une discussion de groupe. Wave pouvait également être utilisée comme forum ou simplement pour les e-mails et la messagerie instantanée entre deux personnes ou plus.

## La punaise de Google Maps
Rasmussen a conçu la punaise de Google Maps alors qu'il était employé par Google. La punaise est un simple pointeur avec un sommet en forme de bulle qui se rétrécit en un point étroit avec une ombre portée. Un porte-parole de Google a déclaré au New York Times que Rasmussen avait évité d'utiliser une étoile ou un point sur la carte, car ils auraient trop obscurci la carte. L'épingle Google Maps ne touche la carte qu'au point exact de l'emplacement.
En 2014, le Museum of Modern Art de New York a acquis une représentation de la punaise de Google Maps pour sa collection permanente,.

## Brevets
Rasmussen détient des brevets sur trente-cinq services logiciels et applications.

## Récompenses
Google Maps a remporté deux Webby Awards en 2006, l'un dans la catégorie General Website Services et l'autre dans la catégorie Best Practices,.
En 2010, la Fondation Pearcey a nommé les frères Rasmussen Entrepreneurs TIC de l'année en Nouvelle-Galles du Sud et les a intronisés au Temple de la renommée de la Fondation. La Fondation a souligné que les Rasmussens avaient positionné l'Australie "comme un leader mondial des services en ligne" et apporté de nombreux emplois technologiques en Australie.
En 2011, les frères Rasmussen ont remporté le prix Inaugural 2011 Benson Entrepreneur. La Fondation Pearcey souligne que l'invention de Google Maps a motivé Google à créer une équipe de recherche et développement à Sydney, en Australie.